# Anoplogenius
Anoplogenius es un  género de coleópteros adéfagos de la familia Carabidae.

## Especies seleccionadas
- Anoplogenius agyzimbanum	Fairm
- Anoplogenius alacer	Jeannel 1948
- Anoplogenius alacer	Dejean
- Anoplogenius amoenulus	Per.
- Anoplogenius ampandrandaxae	Basilewsky 1977
- Anoplogenius andrewesi	Jedlicka 1935
- Anoplogenius angolanus